# Oscar Mulero Crecente
Oscar Mulero Crecente (Madrid, 1971) és un punxadiscos i productor de música techno i propietari dels segells discogràfics Warm Up Recordings i Pole Recordings. Va ser també el fundador del club The Omen a la seva ciutat natal, fet que sovint es considera l'inici de la seva carrera professional. El seu àlbum de 2012, Black Propaganda, va ser objecte de crítiques positives de la premsa especialitzada.

## Inicis i carrera
La carrera d'Oscar Mulero ha estat tan prolífica i duradora com l'evolució de la música de ball. Va començar a punxar a finals de 1980, tot i que l'eclosió com artista arribà amb la tercera edició del festival de música electrònica Sónar l'any 1996, on va compartir cabina amb músics destacats com Richie Hawtin, Laurent Garnier, Jeff Mills, The Frogmen i HD Substance. A partir de llavors el seu reconeixement internacional augmentà i culminà el 1998 amb la publicació d'About Discipline and Education, publicat pel segell català So Dens, que en aquell moment estava estretament vinculat als organitzadors de Sónar. La selecció musical va ser, per l'època, molt avançada i innovadora. El CD va tenir un èxit enorme i fou un dels més venuts del país.
A partir d'aleshores, Oscar Mulero passà a ser conegut en el circuit underground entre els clubbers més fidels i començà a aparèixer als titulars dels mitjans de comunicació tant de la premsa especialitzada com generalista.
Entre el 2000 i el 2002 va publicar 9 EP i el senzill Anaconda, pel prestigiós segell Theory Recordings de Ben Sims, hit internacional que el situa definitivament l'all star dels productors techno mundials. El disc és punxat pels discjòqueis més destacats del moment i com a conseqüència directa la carrera d'Oscar Mulero es dispara de manera exponencial, fet que va comportar un contracte amb una de les majors agències de reserves de dj de l'època, Dynamix Booking de Berlín. A partir d'aleshores, Oscar Mulero va ser present en clubs i festivals d'arreu del món, cada cop més sovint. El 2019 celebrà els seus trenta anys de carrera.

## Discografia
Àlbums
- Grey Fades To Green (Warm Up Recordings, 2011)[8]
- Black Propaganda (Warm Up Recordings, 2012)
- Biosfera (Detroit Underground, 2013)
- Muscle and Mind (2015)
- Perfect Peace (Semantica Records, 2018)[9]

Remescles
- About Discipline and Education (So Dens, 1998)
- Rxxistance Vol 1: Era (Rxxistance, 2001)

Singles & EP
- Sans Souci EP (Warm Up Recordings, 2000)
- Medical Mesh EP (Warm Up Recordings, 2000)
- Bandulero (Kobayashi Recordings, 2000)
- Offshore (amb Christian Wünsch, Tsunami Records, 2001)
- Floodland EP (Warm Up Recordings, 2001)
- Unexpected (amb Christian Wünsch, Sheep Records, 2002)
- CV. Is Dead... (Warm Up Recordings, 2002)
- Altered State EP (Coda Records, 2002)
- Oblivion / Anaconda (amb Ben Sims, Theory Recordings, 2002)
- In Bad Company (Theory Recordings, 2002)
- Learning To Be A Machine (Warm Up Recordings, 2002)
- The Nine (Warm Up Recordings, 2003)
- Art & Strategy (amb Go Hiyama, Warm Up Recordings, 2004)
- Primary Instincts (PoleGroup, 2004)
- El Hombre Duplicado (Surface, 2004)
- The Damage Done (amb Christian Wünsch, PoleGroup, 2004)
- The Damage Done Part 2 (amb Christian Wünsch, Tsunami Records, 2004)
- Anaconda (The Remixes, Theory Recordings, 2004)
- Down Force EP (Mainout, 2004)
- Pro-Files (Warm Up Recordings, 2004)
- El Silencio Habla / Fully Sanctioned (amb Christian Wünsch, PoleGroup, 2005)
- The Gothic Window Effect (Mental Disorder, 2005)
- Deadly Weapons (amb Exium, Nheoma, 2005)
- Only Dead Fish Go With The Flow (Tresor, 2007)
- Won't Tell You (OM Digital, 2007)
- The Damage Done (OM Digital, 2007)
- Implant EP (Warm Up Recordings, 2007)
- 46 (Warm Up Recordings, 2007)
- Take Seven EP (Token, 2008)
- Newrhythmic 7 (amb Christian Wünsch, New Rhythmic, 2008)
- Process And Reality (Warm Up Recordings, 2008)
- Seleccion Natural Parte 4 (Warm Up Recordings 2009)
- As Thin As Christ (amb Svreca, Semantica Records, 2009)
- Asteroid Belt EP (Labyrinth, 2010)
- 1996 / Nothing To Prove (amb Exilum, Warm Up Recordings, 2010)
- Hate Is Love EP (amb Paul Boex, Dynamic Reflection, 2010)
- Synchronous Rotation (PoleGroup, 2011)
- Horses (PoleGroup, 2011)